# Pimoa cona
Pimoa cona es una especie de araña del género Pimoa, familia Pimoidae. Fue descrita científicamente por Zhang & Li en 2020.
Habita en China. El holotipo masculino mide 7,24 mm y el paratipo femenino 9,62 mm.